# Parapol'skij dol
Il Parapol'skij dol (in russo Парапольский дол?) è una pianura della Russia estremo-orientale situata nel Penžinskij rajon del Territorio della Kamčatka.

## Geografia
Il Parapol'skij dol si trova nella parte settentrionale della Kamčatka, dove la penisola è collegata alla terraferma, tra i monti della Penžina e l'altopiano dei Coriacchi. Si tratta di una depressione tettonica lunga 425 km ad un'altitudine compresa tra i 50 e i 200 metri. Le parti pianeggianti sono paludose con la presenza di molti piccoli laghi. È solcato dai fiumi Pal'matkina, Kujul e Pustaja. Predomina la vegetazione della tundra e ci sono boschetti di pino nano siberiano.
La valle del Parapol'skij dol' è inclusa nell'elenco delle zone umide protette dalla Convenzione di Ramsar e ospita una delle più grandi diversità di uccelli in Asia.